# ヤンかの!
『ヤンかの!』は、柳原満月による日本の漫画作品。キャラクターデザインはもふりるが担当。『隔月刊コミックヴァルキリー』（キルタイムコミュニケーション）および『コミックヴァルキリーWEB版』にて、2012年5月号から11月号まで連載された。話数表示は「ROUND.○」で、最終話のみ「FINAL ROUND」。単行本は全1巻。全5話。

## 概要
俗に言う「スケバン漫画」。主人公のごく普通の高校生の少年が、不良の女子生徒が圧倒的に多い共学の高校に転校したのと同時に、その不良女子生徒の喧嘩や抗争に巻き込まれて散々な目に遭う殺伐とした学校生活を送りながらも、奮闘していく物語。キャッチコピーは「ヤンキー娘達とのケンカ上等 学園羅武ラブ?コメディ!!」（単行本の宣伝帯から）。

## あらすじ
虎武羅（コブラ）学園の転校生・高坂真人（こうさか まこと）は、転校初日早々に登校最強と言われる不良女子生徒・鬼塚沙紀（おにづか さき）の抗争に遭遇してしまう。それを前後して、数少ない学級委員の男子生徒・白鳥一馬（しらとり かずま）から不良の抗争を恐れていることを理由に学級委員を押し付けられてしまう。そこから真人の奇妙な学校生活が始まった。

## 登場人物
高坂真人（こうさか まこと）
本作の主人公。
白鳥一馬（しらとり かずま）
本作の狂言回し。
鬼塚沙紀（おにづか さき）
本作のヒロイン。通称「タイマン無敵の『孤高の女王』」と呼ばれる虎武羅学園最凶のスケバン。
南理央（みなみ りお）
通称「白いサイクロン」と呼ばれる、沙紀と肩を並べるスケバン。沙紀をライバル視している。
西園寺綾乃（さいおんじ あやの）
生徒会長。

## 書籍
- 柳原満月『ヤンかの!』キルタイムコミュニケーション〈ヴァルキリーコミックス〉、全1巻
  1. 2013年2月4日初版発行、2013年1月29日発売 ISBN 978-4-7992-0376-7[1]